# Печера Хаджи Алі

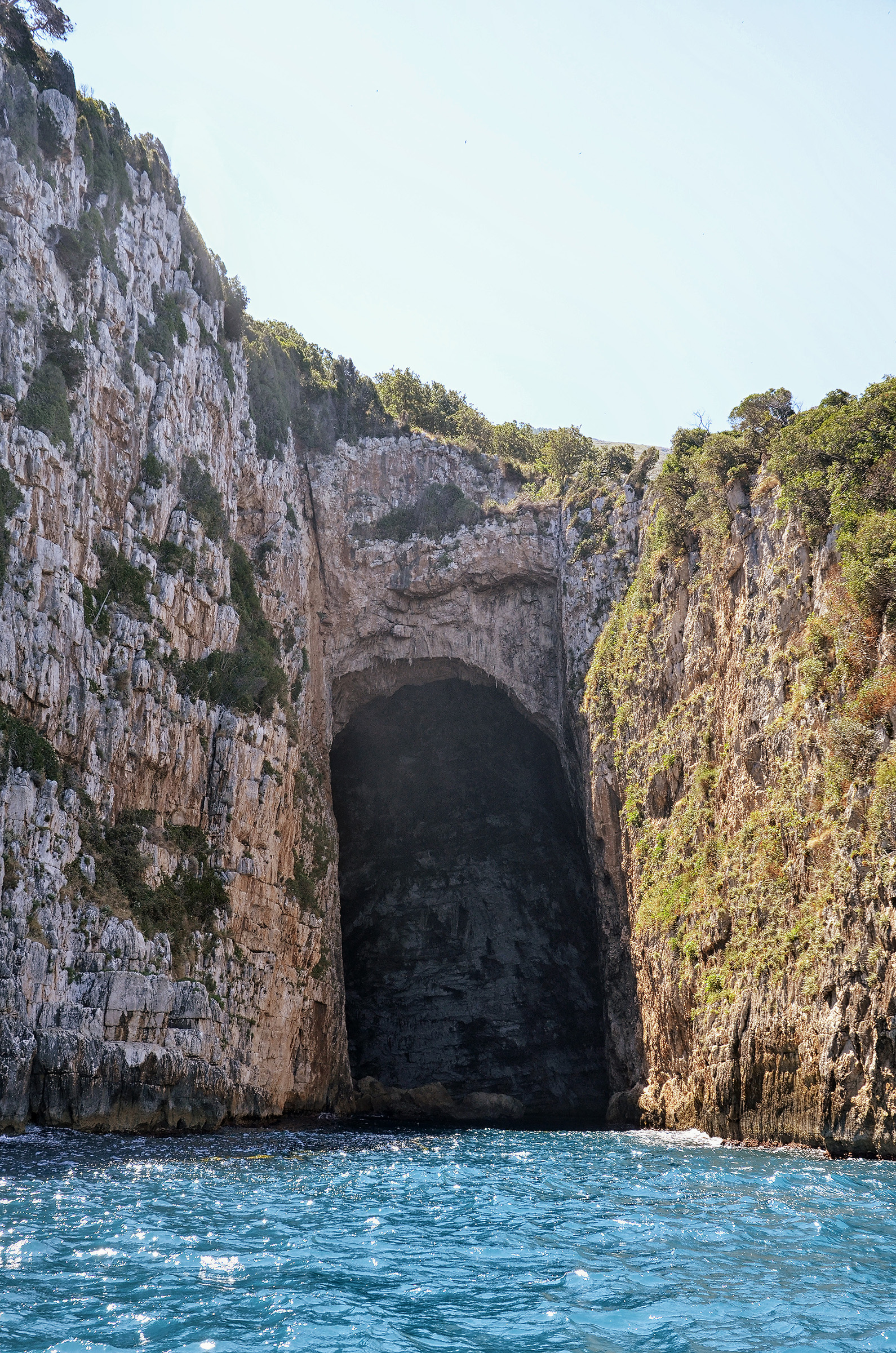
Печера Хаджи Алі

40°26′00″ пн. ш. 19°18′00″ сх. д. / 40.43336667° пн. ш. 19.3° сх. д.
Печера Хаджи Алі — найбільша печера на албанському узбережжі Адріатичного моря, знаходиться на північно-західному кінці мису Джюхез півострова Карабурун, має статус пам'ятки природи національного значення і входить до складу Карабурун-Сазанського морського парку.
Висота входу до печери — 60 м над рівнем моря. Всередині печери є еліпсоподібне озеро, головна вісь якого спрямована від входу. Зал завдовжки 60 м і завширшки до 40 м орієнтований з північного заходу на південний схід. Загальна довжина печери близько 100 м.
Глибина внутрішнього озера сягає 10,4 м з північносхідного боку печери. На скельних стінах залу перед входом — круті сталактити органічного або змішаного походження.
Ця печера за давніх часів привертала увагу моряків, про що свідчать знайдені уламки стародавніх амфор перших століть нашої ери.
В 1540–1545 роках її використовували французькі пірати, про що свідчать топоніми біля печери. У 1609—1624 роках печеру використовували як укриття албанські мореплавці під керівництвом Хаджі Алі, які чинили опір французьким та венеційським загарбникам, а також іноземним піратам, що намагалися увійти в затоку Вльори або полювати на худобу і людей на Карабуруні. Саме його ім'ям була названа печера.
Печера Хаджі Алі вважається однією з найкрасивіших пам'яток країни і приваблює велику кількість відвідувачів. Єдиний спосіб дістатися до печери Хаджі Алі — на човні.